# Vijoličasta bledivka
Vijoličasta bledivka (znanstveno ime Laccaria amethystina) je gliva iz rodu bledivk (Laccaria).

## Značilnosti
Dokler je mlada je v celoti intenzivno vijolične barve, starejše gobe pa obledijo in osivijo.
Klobuk ima v premeru od 1 do 5 cm. Površina je gladka in vijoličaste barve. Najprej je izbočen s podvitim robom, kasneje razprt in v osredju rahlo udrt. 
Lističi so vijoličaste barve, redki, široki in pripeti na bet. Ima mnoge vmesne lističe, ki ne potekajo od beta do roba klobuka.
Bet je visok od 4 do 10 cm, valjast, poln in ukrivljen. Je enake barve kot klobuk, ter žilav, prožen in vlaknast.
Ima prijeten vonj in okus.

## Razširjenost in življenjski prostor
Je pogosta. Pojavlja se od poznega poletja do zgodnje zima. Raste posamično ali razmetano v manjših skupinah pod listnatim in iglastim drevjem s katerim tvori mikorizo.
Raziskave so pokazale, da spada vijoličasta bledivka med tiste glive, ki dobro uspevajo na tleh z visoko vsebnostjo amoniaka ali drugih snovi, ki vsebujejo dušik.

## Mikroskopske značilnosti
Trosni prah je bel. Trosi so okrogli z razmeroma dolgimi bodicami, prosojni in merijo 7–10 × 7–10 µm.

## Podobne vrste
- redkvičasta čeladica (Mycena pura) je podobne barve, a ima vonj po redkvici in je krhka.
- Zaradi tega, ker vijoličaste bledivke v starosti zbledijo in niso več tako živo vijolične barve, bi jih lahko zamenjali z nekaterimi strupenimi vijoličastimi razcepljenkami, ki imajo rjave trose.

## Uporabnost
Tako kot druge vrste bledivk velja za užitno, čeprav je težko prebavljiva. Če raste na onesnaženi podlagi lahko bioakumulira večje količine arzenika.

## Galerija slik
- Lističi in bet
- V zrelosti se lističi zavihajo navzgor
- Trosi pod elektronskim mikroskopom